# L'Empire des fourmis géantes
Pour plus de détails, voir Fiche technique et Distribution.
L'Empire des fourmis géantes (Empire of the Ants) est un film fantastique américain réalisé par Bert I. Gordon, sorti en 1977.

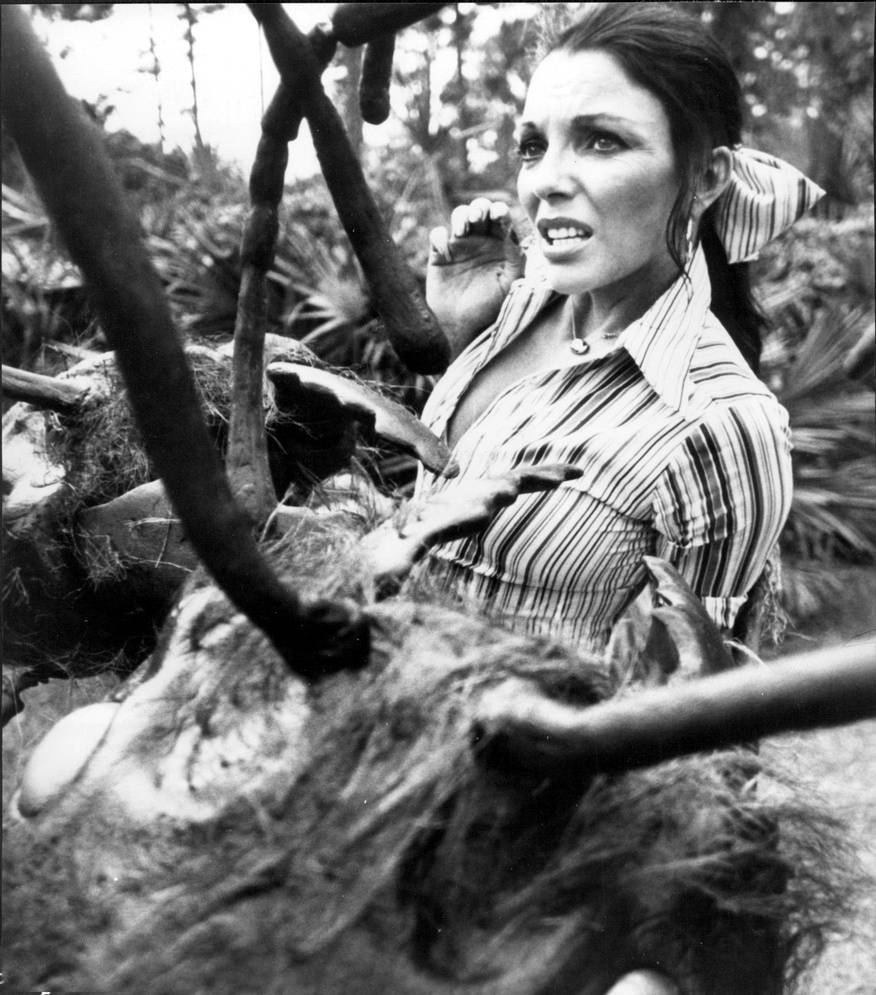
Joan Collins.

## Synopsis
L'agent immobilier Marilyn Fryser cherche à vendre un terrain marécageux et organise une expédition à travers la jungle avec des acheteurs potentiels. Les deux conducteurs des bulldozers envoyés pour déblayer le terrain tombent sur des barils de déchets toxiques, auxquels des fourmis alentour viennent goûter. Ces dernières se retrouvent rapidement aussi grosses que des félins sauvages et attaquent l'équipe.

## Fiche technique
- Titre : L'Empire des fourmis géantes
- Titre original : Empire of the Ants
- Réalisation : Bert I. Gordon
- Scénario : Bert I. Gordon et Jack Turley, d'après l'œuvre de H. G. Wells
- Production : Samuel Z. Arkoff et Bert I. Gordon
- Société de production : Cinema 77
- Musique : Dana Kaproff
- Photographie : Reginald H. Morris
- Montage : Michael Luciano
- Décors : Charles Rosen
- Costumes : Joanne Haas
- Pays d'origine :  États-Unis
- Lieux de tournage : Floride
- Genre : horreur et science-fiction
- Durée : 89 minutes
- Format : couleur — son mono — 1,85:1 - 35 mm
- Dates de sortie : 
  - États-Unis : 29 juin 1977 (sortie à New York) ; juillet 1977 (sortie nationale)
  - France : 4 janvier 1978

## Distribution
- Joan Collins (VF : Jacqueline Cohen) : Marilyn Fryser
- Robert Lansing (VF : Claude Bertrand) : Dan Stokely
- John David Carson : Joe Morrison
- Albert Salmi (VF : Edmond Bernard) : Shérif Art Kincade
- Jacqueline Scott (VF : Paule Emanuele) : Margaret Ellis
- Pamela Susan Shoop (VF : Marion Game) : Coreen Bradford
- Robert Pine (VF : Maurice Sarfati) : Larry Graham
- Edward Power (VF : Jean-Louis Maury) : Charlie Pearson
- Brooke Palance (VF : Francine Lainé) : Christine Graham
- Tom Fadden : Sam Russell
- Irene Tedrow (VF : Lita Recio) : Velma Thompson
- Harry Holcombe (VF : Georges Atlas) : Harry Thompson
- Jack Kosslyn (VF : Edmond Bernard) : Thomas Lawson
- Ilse Earl : Mary Lawson
- Janie Gavin (VF : Francine Lainé) : Ginny

## Distinctions

### Nominations
- 1978 : Joan Collins nommée aux Saturn Awards pour la meilleure actrice.
- 1982 : film nommé au Fantasporto dans la catégorie meilleur film.